# Anna Veselá
Anna Veselá (v letech 2005–2021 Beránková; * 11. června 1977, Frýdlant) je česká herečka.

## Biografie
Vystudovala brněnskou konzervatoř. V současnosti žije na Trutnovsku.
Působila v brněnském HaDivadle a v brněnském Divadle v 7 a půl, dále v loutkovém Divadle Radost.
Pro film Rebelové nahrála se skupinou The Vertigos písničku Oliver Twist.
Jejím otcem je akademický malíř Petr Veselý. Má o pět let mladší sestru Marii.

## Filmografie
| Rok natočení | Druh              | Název                            | Role                    | Režisér                          | Poznámka        |
| ------------ | ----------------- | -------------------------------- | ----------------------- | -------------------------------- | --------------- |
| 1997         | TV inscenace      | Jak přišli kováři k měchu        | kovářova dcera Terezka  | Vlasta Janečková                 |                 |
| 1998         | TV film           | Císař a tambor                   | Ančička                 | Václav Křístek                   |                 |
| 2000         | TV seriál         | Četnické humoresky               | epizodní role           | Antonín Moskalyk                 |                 |
| 2000         | Film              | Tmavomodrý svět                  | Jeannette               | Jan Svěrák                       |                 |
| 2001         | Film              | Rebelové                         | Julča                   | Filip Renč                       | i jako zpěvačka |
| 2004         | Film              | Správce statku                   | Marie                   | Martin Duba                      |                 |
| 2004         | TV seriál         | Maigret - Tajemství černé labutě | Anneke                  | Laurent Heynemann                |                 |
| 2006         | Film              | Setkání v Praze                  | Sygeplejeska            | Ole Christian Madsen             |                 |
| 2007         | Film Francie      | Paní z Izieu                     |                         | Marie-Antoinette Cojean          |                 |
| 2009         | Film              | Ocas Ještěrky                    | Zájemkyně o byt         | Ivo Trajkov                      |                 |
| 2014         | Film              | Tři bratři                       | Chůva                   | Jan Svěrák                       |                 |
| 2018         | TV seriál         | Modrý kód - Dnes naposled        | Marika                  | Jaromír Polišenský               |                 |
| 2022         | TV seriál         | Odznak Vysočina - Na Samotě      | Zuzana                  | Andy Fehu                        |                 |
| 2022         | TV seriál Francie | Totems - Episode 1,6             | Sdece Secretaire        | Frederic Jardin                  |                 |
| 2023         | TV seriál         | Zlatá Labuť                      | Bouchnerová             | Biser A. Arichtev, Braňo Holíček |                 |
| 2023         | TV seriál         | Krimináka Anděl - Krvavé kameny  | Kavalírová              | Peter Bebjak                     |                 |
| 2023         | TV seriál         | Zákony Vlka 2                    | Kučerová - matka Simony | Marek Najbrt                     |                 |